# Alexandre Comisetti
Alexandre Comisetti (n. Saint-Loup, Suiza, 21 de julio de 1973) es un exfutbolista suizo, que jugaba de mediocampista y militó en diversos clubes de Suiza y Francia.

## Selección nacional
Con la Selección de fútbol de Suiza, disputó 30 partidos internacionales y anotó solo 4 goles. Incluso participó con la selección suiza, en una sola edición de la Eurocopa. La única participación de Comisetti en una Eurocopa, fue en la edición de Inglaterra 1996. donde su selección quedó eliminada, en la primera fase de la cita de Inglaterra.

### Participaciones en Eurocopas
| Eurocopa      | Sede       | Resultado    |
| ------------- | ---------- | ------------ |
| Eurocopa 1996 | Inglaterra | Primera Fase |

## Clubes
| Club          | País    | Año         |
| ------------- | ------- | ----------- |
| Lausanne      | Suiza   | 1991 - 1992 |
| Yverdon-Sport | Suiza   | 1992 - 1993 |
| Lausanne      | Suiza   | 1993 - 1994 |
| Yverdon-Sport | Suiza   | 1994 - 1995 |
| Grasshopper   | Suiza   | 1995 - 1999 |
| Auxerre       | Francia | 1999 - 2001 |
| Servette      | Suiza   | 2001 - 2004 |
| Le Mans       | Francia | 2004 - 2005 |
| Lausanne      | Suiza   | 2005 - 2007 |
| Echallens     | Suiza   | 2007 - 2008 |